# بيتيت روتشر (نيو برونزويك)
بيتيت روتشر (بالإنجليزية: Petit-Rocher, New Brunswick)‏ هي قرية تقع في كندا في Gloucester County. يقدر عدد سكانها بـ 1,908 نسمة ومساحتها 4.49 كم2 .